# 喀尔莽阿
喀尔莽阿（1817年—1882年），清朝新疆锡伯族将领，安佳氏，锡伯营正白旗人。
同治十年（1871年）署任锡伯营领队大臣。同年夏，俄军侵占伊犁，未及逃走。因反对沙俄侵略，多次将沙俄交办情事，禀告伊犁将军荣全，引起沙俄怨恨。同治十二年（1873）冬，被沙俄占领军逐出伊犁，逃奔塔城。后奉命赴库尔喀喇乌苏（今新疆乌苏县）督理屯田，屯垦修渠积粮。光绪四年（1878年）春，署伊犁察哈尔营领队大臣。因屯田丰收，获优叙。三年后，光绪七年（1881年），任察哈尔营领队大臣。光绪八年（1882年）因公返回伊犁，途中遇刺身亡。